# Казарин, Лев Сергеевич
Лев Серге́евич Каза́рин (род. 27 августа 1946, г. Тамбов, РСФСР, СССР) — советский и российский математик, доктор физико-математических наук, профессор, заведующий кафедрой алгебры и математической логики Ярославского государственного университета.
Исследовал строение групп, представимых в виде произведения двух собственных подгрупп в зависимости от строения сомножителей.

## Биография
Окончил механико-математический факультет Пермского государственного университета по специальности «Вычислительная математика» (1968), там же — аспирантуру при кафедре высшей алгебры и геометрии  в 1971 г. (во время учебы был переведен на индивидуальный план, научный руководитель — доцент Я. Д. Половицкий; научный руководитель в аспирантуре — профессор П. И. Трофимов).
Кандидат физико-математических наук (Уральский государственный  университет, 1972, тема диссертации «Группы с ограничениями на нормализаторы подгрупп»); старший научный сотрудник НИИ Управляющих машин и систем (НИИУМС), г. Пермь (1971–1972)
Старший преподаватель кафедры теоретической кибернетики Ярославского государственного университета, старший преподаватель, доцент (с 1979), старший научный сотрудник (1979–1983), доцент кафедры алгебры и теории функций ЯрГУ (1979–1986). В 1986 году защитил докторскую диссертацию на тему «Конечные группы с факторизацией».
В 1986 году избран деканом математического факультета. В 1987 организовал и возглавил кафедру алгебры и математической логики ЯрГУ. В 1988 году оставил должность декана и получил звание профессора по кафедре алгебры и теории функций.

## Научная деятельность
Научные направления: конечные группы, группы с ограничениями для подгрупп.
Получил решение ряда известных задач теории групп, принадлежащих различным авторам. В частности, им был решен ряд открытых проблем из «Коуровской тетради» — сборника нерешенных задач теории групп.
В частности, сумел найти широкие критерии непростоты и разрешимости факторизуемых конечных групп, обобщающие знаменитые результаты Х. Виландта, О. Кегеля, Л. А. Шеметкова, В. С. Монахова , Н. Ито и других авторов.
Им получено существенное усиление классического результата У. Бёрнсайда о группах, обладающих классом сопряженных элементов, размер которого является степенью простого числа. Л. С. Казариным получено решение задачи о строении конечной группы, обладающей свойством простой приводимости (SR-группы), введенным нобелевским лауреатом в области физики Е. П. Вигнером и содержащимся в учебнике А. И. Кострикина «Введение в алгебру».
Им положительно решена проблема, поставленная академиком АН БССР С. А. Чунихиным  о непростоте конечной группы, имеющей два класса неединичных элементов со взаимно простыми размерами классов сопряженности. Решена проблема Л. А. Шеметкова о группах, факторизуемых двумя подгруппами, каждая из которых имеет нильпотентную подгруппу индекса не более 2. Доказано существование нетривиальной разрешимой нормальной подгруппы у конечной группы, представимой в виде произведения абелевой подгруппы и подгруппы с нетривиальным центром. Разработана новая техника работы с факторизуемыми группами.
Под его редакцией осуществлен перевод на русский язык монографии К. Китте и П. Нодена «Алгебраическая алгоритмика», рекомендованная УМО в качестве учебного пособия.
Редактор межвузовского сборника «Вопросы теории групп и гомологической алгебры», выпускавшегося ЯрГУ с 1996 по 2012 год, редактор журнала «Southeast Asian Bulletin of Mathematics» (Гонконг, Китай), член редколлегии журнала AGTA («Advances in group theory and Applications», Италия), редактор журнала «МАИС» («Моделирование и анализ систем», Ярославль). Воспитал нескольких учеников. Член программных комитетов крупных международных конференций. Член одного из старейших в мире научных обществ — Американского математического общества.

## Избранные работы

### Учебные пособия
- Казарин Л. С., Шалашов В. К. Теория чисел. Ч. 1 и 2. Ярославль, 2003, 2004. 182 с.
- Заводчиков М. А., Казарин Л. С. Введение в теорию кодирования и сжатия информации. Ярославль, 2020.
- Беркович Я. Г., Казарин Л. С., Жмудь Э. М. Characters of Finite Groups. V1 and V2, Berlin u. a. 2018. 1400 с.

### Статьи
- О произведении двух групп, близких к нильпотентным / Л. С. Казарин // Математический сборник. 1979. № 9. С. 51–65.
- Признаки непростоты факторизуемых групп / Л. С. Казарин // Известия Академии наук СССР. Серия : Математика. 1980. Т. 44, № 2. С. 288-308.
- О группах с изолированными классами сопряженных элементов / Л. С. Казарин // Известия вузов. Серия : Математика. 1981. Т. 230, № 7. С. 40-45.
- О группах с факторизацией / Л. С. Казарин // Доклады Академии наук СССР. 1981. Т. 256, № 1. С. 26-29.
- Автоморфизмы, факторизации и теоремы типа Силова / Л. С. Казарин // Математический сборник. 1983. № 2. С. 190–199.
- О произведении конечных групп / Л. С. Казарин // Доклады Академии наук СССР. 1983. Т. 269, № 3. С. 528–531.
- On groups which are the products of two solvable subgroups, / L. S. Kazarin // Communs in Algebra. 1986. V. 14, N 6. P. 1001–1066.
- О проблеме Сепа / Л. С. Казарин // Известия Академии наук СССР. Серия : Математика. 1986. Т. 50, № 3. С. 479–507.
- О р^a-лемме Бернсайда / Л. С. Казарин // Математические заметки. 1990. Т. 48, вып. 2. С. 45-48.
- Факторизации конечных групп разрешимыми подгруппами / Л. С. Казарин // Украинский математический журнал. 1991. Т. 43, № 7–8. С. 947–950.
- Условия конечности и факторизации в бесконечных группах / Л. С. Казарин, Л. А. Курдаченко // Успехи математических наук. 1992. Т. 47, вып. 3. С. 75-114.
- Soluble products of groups / L. S. Kazarin // Infinite Groups / Eds. F. de Giovanni, M. Newell, W. de Gruyter. Berlin – New York, 1995. P. 113–123.
- Конечные группы с кратными факторизациями / Б. Амберг, Л. С. Казарин, Б. Хефлинг // Фундаментальная и прикладная математика. 1998. Т. 4, № 4. С. 1251–1263.
- О группах, предложенных Сидельниковым / Л. С. Казарин // Математический сборник. 1998. Т. 189, № 87. С. 131–144.
- Criteria for the solubility and non-simplicity of finite groups / B. Amberg , A. Carocca , L. Kazarin // J. Algebra. 2005. V. 1, N285. P. 58–72
- Indices of elements and normal structure of finite groups / Ya. G. Berkovich, L. Kazarin // J. Algebra. 2005. V. 1, N283. P. 564–583.
- Nilpotent p-algebras and factorized p-groups / B. Amberg, L. S. Kazarin // Lecture Note Ser. London Math. Soc. Cambridge : Univ. Press, 2007. № 339. P. 130-147. Groups St. Andrews, 2005.
- On the product of a nilpotent group and a group with non-trivial center / B. Amberg, L. S. Kazarin // J. Algebra. 2007. № 311. P. 69–95.
- On the product of a pi –group and a pi-decomposable group / L. S. Kazarin , A. Martinez-Pastor, M. D. Perez-Ramos // J. Algebra. 2007. № 315. P. 640–653.
- О просто приводимых группах / Л. С. Казарин, В. В. Янишевский // Алгебра и анализ. 2007. Т. 19, № 6. С. 86–117.
- Factorizations of groups and related topics / B. Amberg, L. S. Kazarin // Science in China. Series : A. Math. 2009. V. 52, № 2. P. 217–230.
- On the product of two Chernikov groups / B. Amberg, L. S. Kazarin // Israel J. Math. 2010. V. 175. P. 363–389.
- Конечные просто приводимые группы разрешимы / Л. С. Казарин, Е. И. Чанков // Математический сборник. 2010. Т. 201, вып. 5. С. 27–40.
- On the Sylow graph of a group and Sylow normalizers / L. S. Kazarin, A. Martinez-Pastor, M. D. Perez-Ramos// Israel J. Math.,186 (2011). P. 251–287.
- Products of locally dihedral subgroups/ B. Amberg, A. Fransman, L. Kazarin // J. Algebra, 350 (2012). P. 308–317.
- On the soluble graph of a finite simple group/ B. Amberg, L. S. Kazarin \newline // Communs Algebra. 2013. V. 41. P. 2297–2309.
- Finite trifactorized groups and $\pi$-decomposable groups / L. S. Kazarin, , A. Martinez-Pastor, M. D. Perez-Ramos // Bull. Austral. Math. Soc. 2018. V97:2. P. 218–228.
- Factorizations of finite groups and related topics /Kazarin L. // Algebra Colloquium, 44. 27:1 (2020).  P. 149–180.
- On centers of soluble graph / L. S. Kazarin, V. N. Tutanov // Сибирские электронные математические известия. 18:2 (2021), 1517–1530.[6][8]

## Награды и звания
- Знак «Победитель социалистического соревнования» (1976).
- Нагрудный знак «За отличные успехи в работе» за заслуги в области высшего образования СССР.
- Звание «Почетный преподаватель ЯрГУ» (1995).
- Грамота Министерства образования (1997).
- Памятный знак «200 лет высшей школы Ярославской области» (2003).
- Нагрудный знак «Почетный работник высшего профессионального образования РФ» (2000)
- Медаль имени Л. Эйлера Ученого совета Пермского государственного университета (2006).
- Заслуженный работник Высшей школы (2006).
- Победитель конкурса «Лучший ученый ЯрГУ в области естественных наук» (2007).
- Диплом победителя областного конкурса на лучшую научную работу (2008).[7]